# Махтерграјфунг
Махтерграјфунг (  — стицање моћи) немачка је реч која се обично односи на нацистичко преузимање власти у Вајмару (Немачка) 30. јануара 1933. године. Тог дана Адолф Хитлер је положио заклетву као немачки канцелар. Овај термин се може превести и као одузимање снаге.
Појам махтибернаме (преузимање власти) се такође користи за овај догађај. Када се користи на немачком језику, и махтерграјфунг и махтибернаме задржавају своје опште више значења и нису речи које се користе искључиво у контексту нацизма. Махтибернаме се може користити за било који преузимање власти, да ли за миран и законит начин или насилни и нелегитимни.
Појам су први сковали сами нацисти како би осликали њихов улазак на власт као активно одузимање (алтернативни термин који се користи је и национале ерхебунг (национално уздизање). С обзиром да је улазак на власт Адолфа Хитлера био више резултат интрига, него активне револуције, термин је био критикован од стране историчара и понекад се мијења с појмом махтибертрагунг (предаја моћи) или, полемички, махтершлајцунг (успузавање на власт).
Још један алтернативни назив који обично користи за нацистичко одузимање снаге 1933. године је Смеђа револуција